# Leif Målberg
Leif Krister Målberg, född 1 september 1945 i Södra Säms församling i Älvsborgs län, är en svensk före detta fotbollsspelare. Målberg har två bröder som även var allsvenska fotbollsspelare, Boris Målberg som han spelade med i Elfsborg och Morgan Målberg som representerade IFK Holmsund.

## Karriär
Leif Målberg kom till IF Elfsborg från Vegby SK. Han debuterade för Elfsborg 1965 och gjorde sin sista allsvenska match 1980. Totalt spelade Målberg 337 matcher för klubben. Han var även den förste spelaren i Elfsborg som blivit utvisad i en allsvensk match (1970). Under 2014 röstades Målberg in i Elfsborgs "Hall of Fame".
Målberg var med i Sveriges trupp vid fotbolls-VM 1970. Han gjorde fyra landskamper under åren 1972–1973.
Efter spelkarriären har Målberg varit tränare för Elfsborg vid två perioder, 1985 till 1986 och under 1990.